# Проспект Незалежності (Ізмаїл)
Проспект Незалежності — головна вулиця Ізмаїла, яка простягається від північного в'їзду до міста (з'їзд із траси E87/М15), проходить через усе місто, та спускається до Дунаю та морського порту, де переходить у набережну.

## Історія місцевості

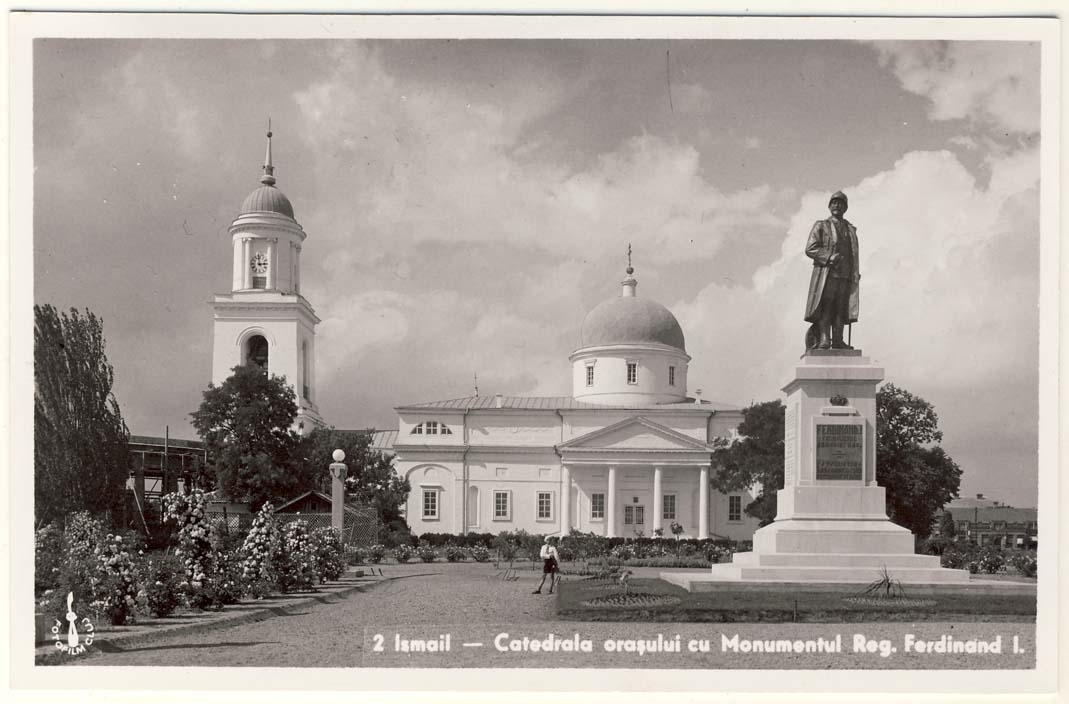
Історична фотографія монументу Фердинанду I на проспекті

Сучасний проспект Незалежності складено з двох історичних вулиць. Територія від в'їзду в місто до Свято-Покровського собору носила назву Маріїнська вулиця. Від собору вниз до річки йшла вулиця Дунайська, яку було перейменовано в Олександрівську (на честь царя Олександра II). Дунайська вулиця була однією з перших, яку було закладено у місті Тучкові (майбутньому Ізмаїлі). Планування решти вулиць відбувалося перпендикулярно та паралельно проспекту.
Майбутній проспект Незалежності 1886 року було вимощено камінням.
Після окупації Бессарабії Румунією вулицю було перейменовано у бульвар Реджини Марії (Королеви Марії).
До травня 2022 року проспект носив назву на честь генералісимуса та полководця Олександра Суворова.

## Установи та заклади

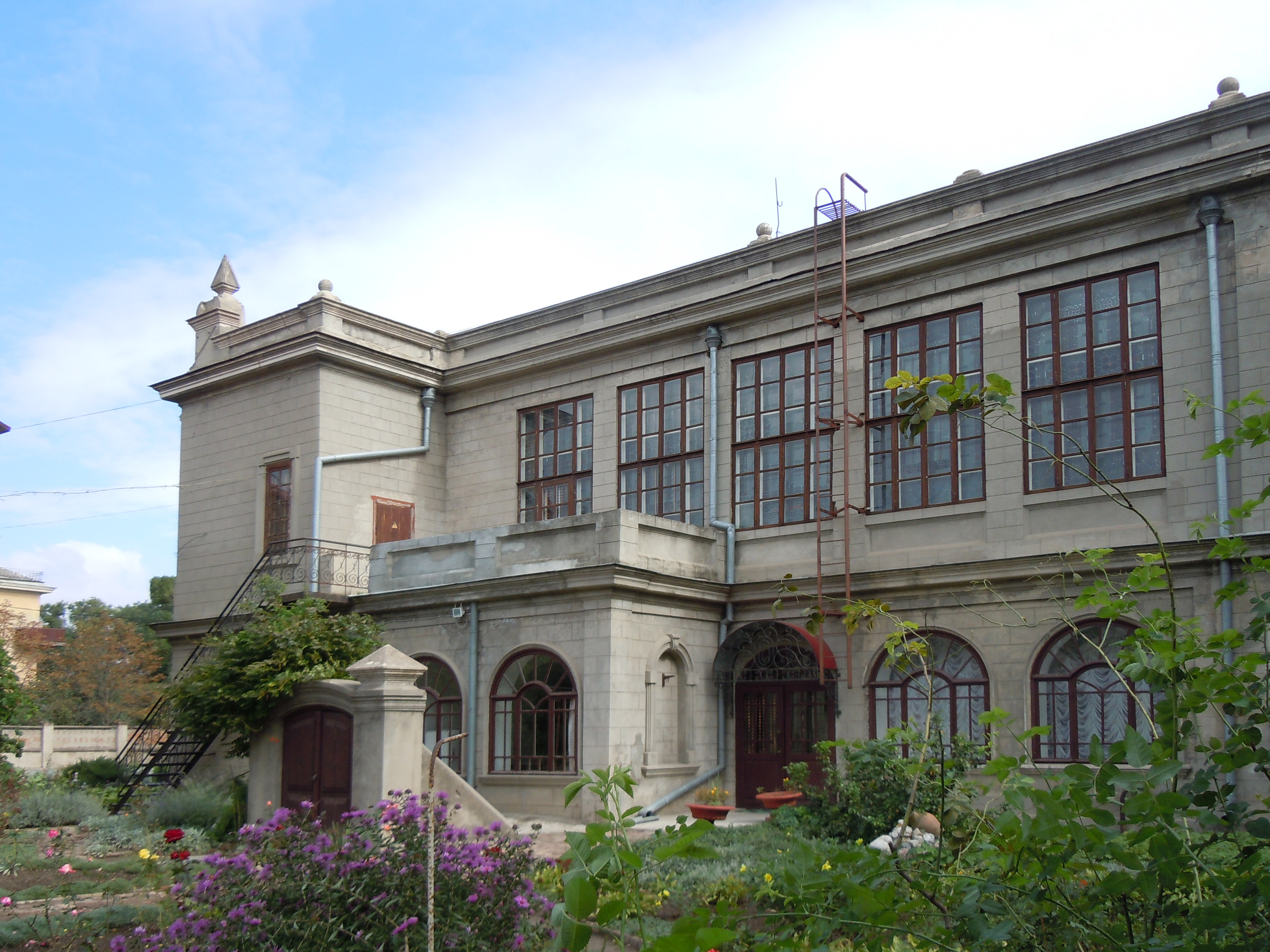
Особняк Тульчианова

- № 2 — Готельно-розважальний комплекс «Bessarabia»
- № 19 — Ізмаїльська картинна галерея
- № 20 — Палац дітей та юнацтва м. Ізмаїл
- № 31 — Свято-Покровський собор
- № 43 — Нічний клуб «Zindan»
- № 44 — Ізмаїльський палац культури імені Т. Г. Шевченка
- № 51 — Ізмаїльський меморіальний парк-музей «Фортеця»
- № 53 — Ізмаїльський політехнічний ліцей[3]
- № 62 — Ізмаїльська міська рада
- № 81 — Технікум механізації та електрифікації сільського господарства[4]
- № 141-А — Ізмаїльська районна лікарня[1]
- № 374-А — Готель «Green Hall»

|                              |
| Ізмаїльська картинна галерея |

|                         |
| Свято-Покровський собор |

|                                                  |
| Ізмаїльський палац культури імені Т. Г. Шевченка |

## Пам'ятники
- Пам'ятник морякам Дунайської військової флотилії — парк Дружби народів
- Пам'ятник Сергію Тучкову — навпроти картинної галереї
- Бюст Миколі Глущенку — поблизу картинної галереї
- Пам'ятник Олександру Суворову (скульптор Борис Едуардс) — поблизу собору (демонтований у 2023 р.)
- Пам'ятник Тарасу Шевченку — поблизу палацу культури ім. Шевченка
- Пам'ятник невідомому солдату

|                           |
| Пам'ятник Тарасу Шевченку |

|                                                  |
| Пам'ятник морякам Дунайської військової флотилії |

|                                                        |
| Пам'ятник Олександру Суворову (демонтований у 2023 р.) |

## Парки та сквери

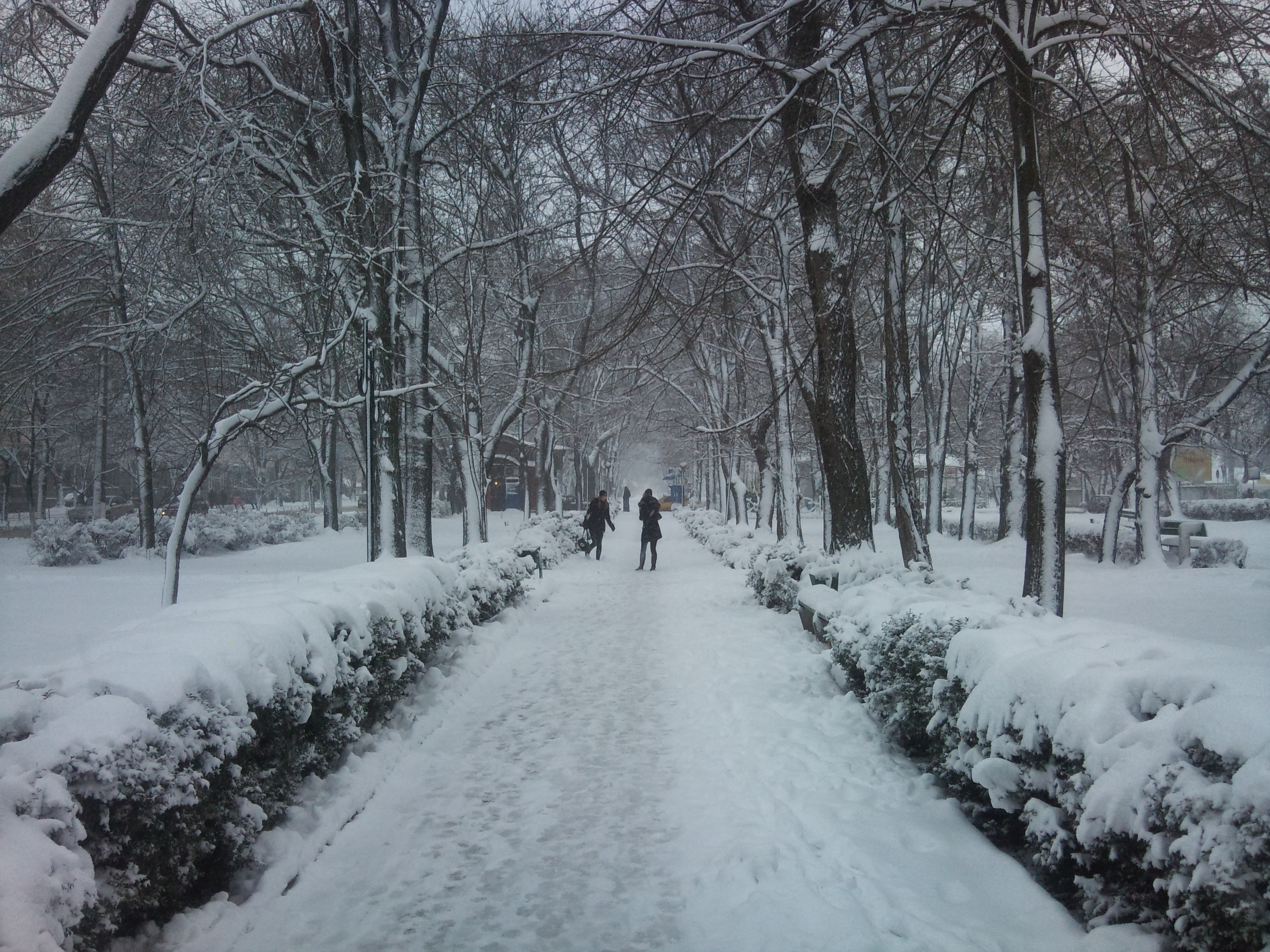
Зелена зона проспекту взимку

- Парк Дружби народів
- Шпитальний сквер
- Матроський сквер
- Міський сад
- Ленінський сквер